# André Chéradame
André Chéradame, né le 6 août 1871 à Écouché (Orne) et mort le 15 octobre 1948 dans la même ville, est un journaliste et enseignant français, spécialisé dans les questions géopolitiques de son temps.
Il condamne notamment le pangermanisme et sa propagande.

## Biographie

### Jeunesse et études
André Marie Joseph Chéradame étudie à l'École libre des sciences politiques. Il suit également des études de droit et est titulaire d'un doctorat en droit.

### Parcours professionnel
Il travaille au Petit Journal et est directeur de la Revue L’énergie française et du bimensuel Le Français réaliste. Fervent patriote, il joue dès 1909 un rôle de propagateur dans la naissance du scoutisme en France. Il devient ensuite le premier président du mouvement des Éclaireurs de France de 1911 à 1914. 
Il est recruté comme enseignant au sein de l’École libre des sciences politiques. 

## Apports
Au début du XXe siècle, il multiplie les écrits consacrés à l'Europe centrale et balkanique, en particulier centrés sur les questions nationales liées à l'Empire austro-hongrois et à la question allemande. Pendant la Première Guerre mondiale, il dénonce à plusieurs reprises la politique germanique, qu'il interprète comme une vaste entreprise de domination du monde. Il utilise pour cela de nombreuses représentations cartographiques témoignant d'une pensée géopolitique globale, et fait traduire ses ouvrages dans plusieurs langues, en particulier en anglais.
À la suite du traité de Versailles, il rédige plusieurs ouvrages où il critique l'attitude de l'Allemagne vaincue lors des négociations au sujet des réparations de la Première Guerre mondiale, soulignant l'utilisation du chantage au bolchévisme pour obtenir de meilleures conditions.

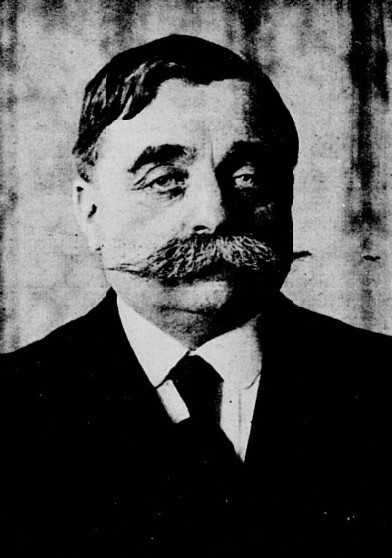
André Chéradame en 1922.

Dans l'entre-deux-guerres, il continue à publier des ouvrages engagés politiquement pour dénoncer notamment la situation politique française consécutive au conflit et la politique américaine liée au remboursement des dettes interalliées. Il se rapproche du Parti de la Démocratie nouvelle, fondé par Eugène Letailleur ("Lysis") en 1919 et devient un des principaux rédacteurs du journal La Démocratie nouvelle. 
Au début de la Seconde Guerre mondiale, il part pour les États-Unis en exil et reprend ses publications géopolitiques, toujours dans le sens de la dénonciation du pangermanisme. 
Il publie en 1946 un ouvrage appelé La Rapide restauration de l'Allemagne par les Germano-américains met en péril la vie de la France et la liberté de l'Europe ; comment remédier à cette situation. Il s'éteint deux ans plus tard. 
On peut voir sa tombe au cimetière d'Écouché (Orne), coordonnées GPS 48.71363, -0.12295.

## Réception
L’écho qu’il reçoit dans les pays anglo-saxons aux États-Unis en particulier, est relativement fort, car il y est connu. La publication de son livre La question d'Orient. La Macédoine. Le chemin de fer de Bagdad en 1903 a un tel retentissement qu’il est reçu, lors de son premier voyage aux États-Unis, le 8 juin 1903, par le président Theodore Roosevelt. 
L’ouvrage Le plan pangermaniste démasqué paru en 1916 connut, au niveau international, plus de 17 éditions, en particulier à travers des traductions en espagnol et en portugais. Également traduit en anglais, il parait sous le titre The Pangerman Plot unmasked en janvier 1917, puis réimprimé en février et mars 1917, soit avant l’entrée des États-Unis dans la guerre, grâce à Théodore Roosevelt lui-même et à l’American Defense Society.

## Œuvres
- 1899, L'affaire Dreyfus à l'étranger, Imprimerie F. Levé, Paris
- 1901, 1916, L'Europe et la question d'Autriche au seuil du XXe siècle, Plon-Nourrit et Cie
- 1902, L'Allemagne, la France et la question d'Autriche, Plon-Nourrit et Cie Ouvrage construit à partir de cours de l'École libre des sciences politiques, destiné aux hommes politiques français les informant sur la structure interne de l'État hasbourgeois et les moyens pour le dissoudre
- 1903, 1915, La question d'Orient. La Macédoine. Le chemin de fer de Bagdad, Plon-Nourrit et Cie
- 1903, Le casse-tête austro-hongrois, Félix Juven
- 1905, De la condition juridique des colonies allemandes Thèse de doctorat, éditée sous le titre La colonisation et les colonies allemandes, Plon-Nourrit et Cie
- 1906, Le monde et la guerre russo-japonaise, Plon-Nourrit et Cie
- 1912, La crise française. Faits, causes, solutions, Plon-Nourrit et Cie
- 1913, La question albanaise, Hachette Avec Georges Bienaimé
- 1913, Douze ans de propagande en faveur des peuples balkaniques, Plon-Nourrit et Cie
- 1913, La Turquie d'Asie peut-elle être sauvée ?, Le Correspondant
- 1915, Les Tchèques sous le joug autrichien, Plon-Nourrit et Cie
- 1915, La guerre européenne et la paix que voudrait l'Allemagne, Chapelot, Paris
- 1915, L'intervention japonaise : comment seraient transportés et dirigés les renforts japonais en Europe, l'Illustration
- 1916, Le plan pangermaniste démasqué. Le redoutable piège berlinois de «la partie nulle», Plon-Nourrit et Cie Description du Pangermanisme, que son auteur définit comme : "en dehors de toute question de langue ou de race, à absorber les diverses régions dont la possession est considérée comme utile à la puissance des Hohenzollern". Plus de 17 éditions.
- 1917, Les bénéfices de guerre de l'Allemagne et la formule boche "ni annexions, ni indemnités". L'extension du militarisme prussien 1914-1917, Plon-Nourrit et Cie
- 1917, La paix du Président Wilson est celle des alliés, l'Illustration
- 1917, Les buts de guerre de l'Allemagne démasqués par les faits : les textes essentiels du plan pangermaniste de 1895, les réalisations pangermanistes de 1917, l'Illustration
- 1919, Comment éviter les impôts mortels ?, Librairie de la Pensée Française
- 1922, La mystification des peuples alliés. Pourquoi ? Comment ? Par qui ?, Imprimerie Hérissey, Évreux
- 1924, Les vraies raisons du chaos européen, Imprimerie Hérissey, Évreux
- 1925, Les causes lointaines de la guerre, Imprimerie Hérissey, Évreux Texte électronique sur classiques.uqac.ca classiques.uqac.ca
- 1925, La crise française. 1912 explique 1925,  Imprimerie de Vaugirard, Paris
- 1927, La cause immédiate de la guerre, Imprimerie Hérissey, Évreux
- 1931, Sam, à votre tour, payez ! La compensation des dettes interalliées, Éditions du Français réaliste
- 1941, Défense de l'Amérique, Beauchemin, Montréal
- 1941, Pour notre défense, Ministère des services nationaux de guerre, Ottawa
- (en) 1942, La clef du monde et la victoire, Éditions de la Maison française, New York

## Archives
- Inventaire du fonds d'archives d'André Chéradame conservé à La contemporaine.